# 選挙屋
選挙屋（せんきょや）は、日本において選挙で候補者を当選させることで報酬を得て生計をたてる職業。「職業選挙屋」「選挙参謀」「選挙ゴロ」「選挙コンサルタント」「選挙オーガナイザー」ともいう。

## 概要
地域性・思想などのポリシーとは無関係に、公約・イメージ戦術・票読み・人員手配などの選挙ノウハウを商売道具としている。
選挙対策を主な役割とする秘書や、選挙活動を好む一般人を「選挙屋」と呼ぶこともある。
日本では公職選挙法違反において、連座制における総括主宰者と判断されることもある。